# Walter Leopold
Walter Leopold (* 13. April 1894 in Breslau; † 2. Februar 1953) war ein deutscher Buchbinder und Reichsinnungsmeister der Buchbinderinnungen.
Walter Leopold war Besitzer einer Großbuchbinderei in Breslau und von 1933 bis 1945 Reichsinnungsmeister.